# دهستان طغامین
دهستان طغامین نام دهستانی در بخش کرانی شهرستان بیجار، استان کردستان در ایران است. براساس سرشماری مرکز آمار ایران در سال ۱۳۸۵، جمعیت آن ۳۷۸۱ نفر (۸۴۴ خانوار) بوده‌است.